# Флаг Сунтарского улуса
Флаг муниципального района «Сунта́рский улус (район)» Республики Саха (Якутия) Российской Федерации — официальный символ муниципального образования, обозначающий его конституционно-правовой статус, единство жителей Сунтарского улуса (района), культурное достояние жителей Сунтарского улуса (района), природные и исторические особенности.
Ныне действующий флаг утверждён 28 марта 2012 года решением XXXVI очередной сессии Сунтарского совета депутатов.
Флаг муниципального района, наряду с гербом и гимном, является символом, отображающим единство его территории, воспитывающим патриотическое чувство его жителей и уважение к истории района.
Жители муниципального района, а также иные лица, находящиеся на территории муниципального района, обязаны уважать официальные символы муниципального района «Сунтарский улус (район)».

## Действующий флаг

### Описание
Флаг Сунтарского района представляет собой двустороннее полотнище с отношением длины к ширине 2:3 (1:2). На зелёном фоне флага в центре расположено изображение основного элемента герба Сунтарского улуса (района) — Аар баҕах. Размер изображения соответствует соотношению 1:2 по отношению рисунка к ширине флага.

### Обоснование символики
Флаг гармонично отражает историю, культуру, особенности муниципального района «Сунтарский улус (район)».
Зелёное полотнище флага является цветом богатых таежных просторов северного края, отображает уникальную природу, плодородные поля и луга, связывая их с жизнью, с надеждой.
Аар баҕах — старинная коновязь — является гордостью жителей улуса, символизирует древние истоки народа, самобытную национальную культуру, достижения в сельском хозяйстве, связывает их с благополучием населения. Жёлтый цвет изображения сэргэ связан с деревом, из которого делается сэргэ, он также является цветом золота, богатства, плодородия и изобилия.
Зелёное полотнище флага является цветом богатых таежных просторов северного края, отображает уникальную природу, плодородные поля и луга, связывая их с жизнью, с надеждой.

## Первый флаг

### Описание и символика
Флаг Сунтарского улуса имеет прямоугольную форму, соотношением сторон 1:2, что соответствует международному стандарту.
Фон флага: небесно-голубой. Голубой цвет в геральдике означает честь, верность, искренность и целомудрие.
В середине флага белый круг с диаметром 2/5 в соотношении к ширине флага. Белый цвет (серебро) символизирует мечту, чистоту, благородство, мудрость и радость (это синтез всех цветов).
Круг окантован красным цветом, размер ширины черты берётся от масштаба флага, в данном случае 1,5 см. Красный цвет означает силу, право, мужество, великодушие.
В середине белого круга — Аар баҕах, с 5 сэргэ, средний из них Тойон Сэргэ с ветвями — символ Сунтарского улуса, жёлтого цвета — цвет дерева. Жёлтый цвет (золото) символизирует спокойствие и единение.
За красной линией вокруг расположены 27 белых квадратов (ромбиков) по количеству 27 муниципальных образований района. Квадрат символизирует ископаемое богатство района (алмаз, уголь, соль, цеолит, кристалл и т. д.).
Квадраты расположены на зелёной полосе, ширина полосы соответствует размерам кристаллов. Зелёная полоса — это яркое короткое лето, природа, жизнь, свет, благосостояние, а также констатация тюркского происхождения народа саха.